# おうま

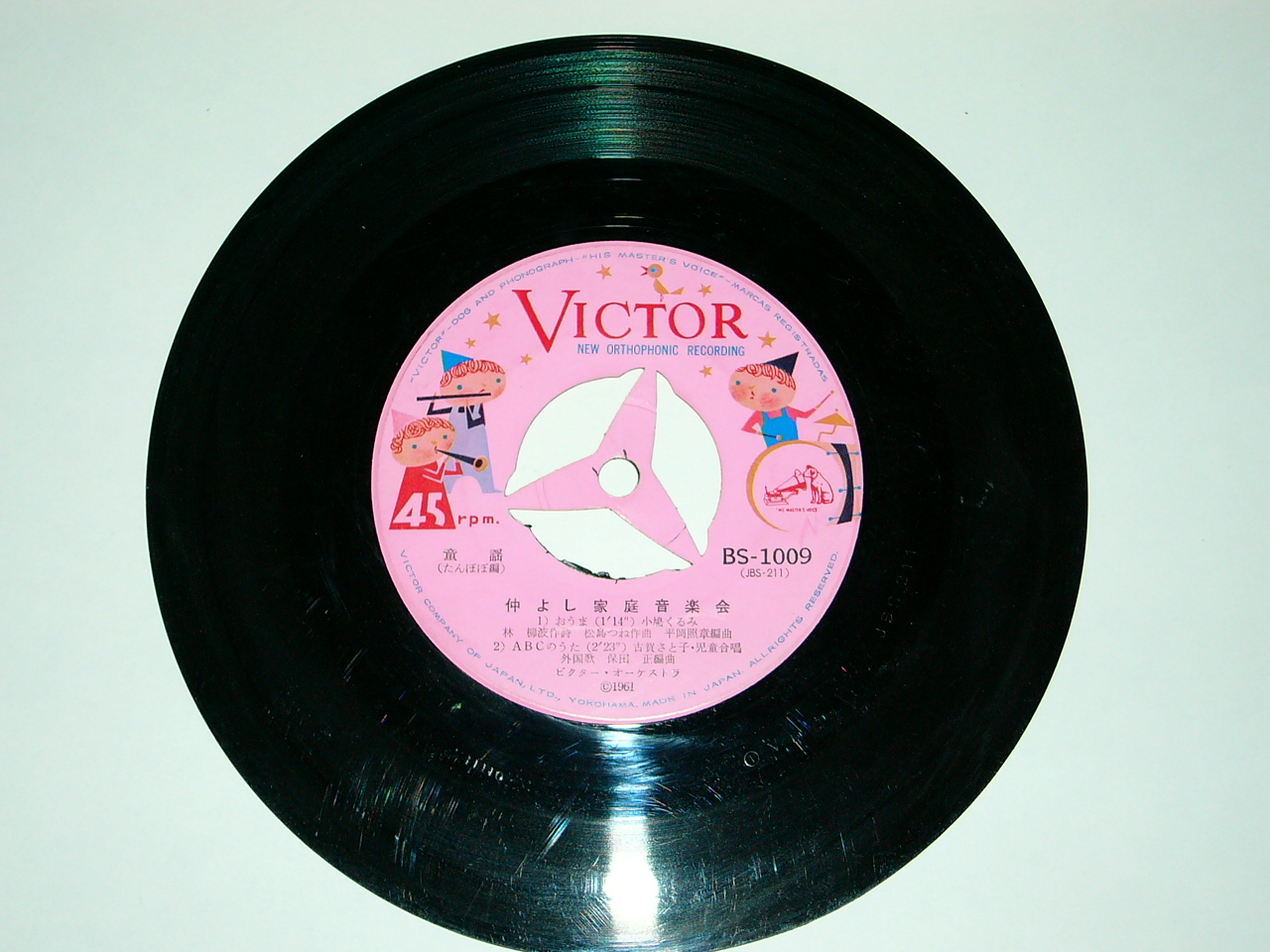
1961年（昭和36年）発売の「仲よし家庭音楽会」（ビクター・レコード）。小鳩くるみの「おうま」を収録している。

おうまは日本の童謡。作詞は林柳波、作曲は松島つね。お馬、オウマと表記される場合もある。

## 楽曲解説
1941年（昭和16年）に音楽の教科書である『ウタノホン上』に掲載された。睦まじい馬の母子の姿が表現されている。『ウタノホン』の対象である国民学校1年次の教育課程にカタカナの学習があったことから、題名も『オウマ』とカタカナ表記で、詞も一部の文字を除いてカタカナ表記であった。
戦後は題名も詞も平仮名表記が用いられ、文部省が発行した教科書「一ねんせいのおんがく」昭和22年度版を始め、1950年（昭和25年）から1985年（昭和60年）まで、長年に亘って教科書会社から発行されている音楽の教科書に掲載された。平成以降も1995年（平成5年）まで音楽の教科書に掲載されることとなり、2007年（平成19年）には日本の歌百選に選出された。
本作の題名を歌い出しの「おうまのおやこ（お馬の親子）」と勘違いされがちである。

## 楽曲の背景
日本全体が戦時体制へと移行する中、幼少時から軍馬に対する関心を子供に持たせようと、当時の軍部指導者が国民学校の教科書編集委員であった林に作詞を依頼した。しかし、1年生用の歌であったことや、林自身がその意図に同意出来なかったことから、ストレートに表現できずに優しい歌に仕上がった。
馬の母子の描写の原型は、林が子供たちとともに千葉県成田市の三里塚御料牧場を訪れた際に目にした、母馬の後ろを子馬が歩く光景を元に作った詩『お馬の母子』であろうと、林の娘は指摘している。また、林が幼少時代を過ごした群馬県沼田市で、荷物を積んだ親馬が後から付いてくる子馬を心配しながら歩く光景を目にしたことが原体験となっているという指摘もある。
一方、女性として初めて教科書編纂委員となった松島は、編纂委員も作曲してみてはという意見が上がった際に「編纂委員たる者自ら範を垂れるべきなのに、他人に押しつけてばかりではずるい」と思い、作曲することとなった。歌詞から純真に感じたものをそのまま飾らずに表現するようにしたが、当時は広く歌われるようになるとは思っていなかったと、後に述べている。

## 歌碑
林の母校である沼田市立沼田小学校の校庭にある。左上に林のレリーフがはめ込まれ、中央には林の自筆によって1番の歌詞が刻まれたもので、1976年（昭和51年）に除幕された。

## 曲の使用
- 東山動物園前の横断歩道では、信号が青になったことを知らせるメロディとして使用されている。
- ザ・ビッグの春の季節の店内BGMで流れている。